# سان ميغيل دي توكومان
سان ميغيل دي توكومان (بالإنجليزية: San Miguel de Tucumán)‏ هي مدينة من مدن الأرجنتين. يبلغ عدد سكانها 527,607 نسمة وذلك حسب إحصائيات سنة 2009. يبلغ ارتفاع المدينة عن سطح البحر قرابة 431 متر. تبلغ مساحتها 90 كم². تقع على خط عرض -26.8330556 وخط طول -65.216667.

## المناخ
يظهر الجدول التالي التغييرات المناخية على مدار السنة لسان ميغيل دي توكومان:
| البيانات المناخية لـسان ميغيل دي توكومان   | البيانات المناخية لـسان ميغيل دي توكومان | البيانات المناخية لـسان ميغيل دي توكومان | البيانات المناخية لـسان ميغيل دي توكومان | البيانات المناخية لـسان ميغيل دي توكومان | البيانات المناخية لـسان ميغيل دي توكومان | البيانات المناخية لـسان ميغيل دي توكومان | البيانات المناخية لـسان ميغيل دي توكومان | البيانات المناخية لـسان ميغيل دي توكومان | البيانات المناخية لـسان ميغيل دي توكومان | البيانات المناخية لـسان ميغيل دي توكومان | البيانات المناخية لـسان ميغيل دي توكومان | البيانات المناخية لـسان ميغيل دي توكومان | البيانات المناخية لـسان ميغيل دي توكومان |
| الشهر                                      | يناير                                    | فبراير                                   | مارس                                     | أبريل                                    | مايو                                     | يونيو                                    | يوليو                                    | أغسطس                                    | سبتمبر                                   | أكتوبر                                   | نوفمبر                                   | ديسمبر                                   | المعدل السنوي                            |
| ------------------------------------------ | ---------------------------------------- | ---------------------------------------- | ---------------------------------------- | ---------------------------------------- | ---------------------------------------- | ---------------------------------------- | ---------------------------------------- | ---------------------------------------- | ---------------------------------------- | ---------------------------------------- | ---------------------------------------- | ---------------------------------------- | ---------------------------------------- |
| الدرجة القصوى °م (°ف)                      | 41.5 (106.7)                             | 41.0 (105.8)                             | 39.0 (102.2)                             | 35.6 (96.1)                              | 34.1 (93.4)                              | 29.5 (85.1)                              | 39.3 (102.7)                             | 39.2 (102.6)                             | 41.8 (107.2)                             | 45.0 (113.0)                             | 44.8 (112.6)                             | 43.7 (110.7)                             | 45.0 (113.0)                             |
| متوسط درجة الحرارة الكبرى °م (°ف)          | 31.0 (87.8)                              | 29.7 (85.5)                              | 27.9 (82.2)                              | 24.6 (76.3)                              | 21.2 (70.2)                              | 18.6 (65.5)                              | 19.3 (66.7)                              | 22.8 (73.0)                              | 25.4 (77.7)                              | 28.9 (84.0)                              | 29.9 (85.8)                              | 30.8 (87.4)                              | 25.8 (78.4)                              |
| المتوسط اليومي °م (°ف)                     | 25.2 (77.4)                              | 24.0 (75.2)                              | 22.6 (72.7)                              | 19.2 (66.6)                              | 15.7 (60.3)                              | 12.7 (54.9)                              | 12.2 (54.0)                              | 14.9 (58.8)                              | 17.8 (64.0)                              | 21.8 (71.2)                              | 23.4 (74.1)                              | 24.9 (76.8)                              | 19.5 (67.1)                              |
| متوسط درجة الحرارة الصغرى °م (°ف)          | 20.1 (68.2)                              | 19.3 (66.7)                              | 18.5 (65.3)                              | 15.1 (59.2)                              | 11.4 (52.5)                              | 8.2 (46.8)                               | 6.8 (44.2)                               | 8.5 (47.3)                               | 11.0 (51.8)                              | 15.2 (59.4)                              | 17.5 (63.5)                              | 19.3 (66.7)                              | 14.2 (57.6)                              |
| أدنى درجة حرارة °م (°ف)                    | 11.3 (52.3)                              | 10.1 (50.2)                              | 7.8 (46.0)                               | 3.9 (39.0)                               | 0.2 (32.4)                               | −2.2 (28.0)                              | −3.0 (26.6)                              | −2.5 (27.5)                              | −0.4 (31.3)                              | 2.5 (36.5)                               | 6.0 (42.8)                               | 9.9 (49.8)                               | −3.0 (26.6)                              |
| الهطول مم (إنش)                            | 230.6 (9.08)                             | 172.3 (6.78)                             | 151.1 (5.95)                             | 62.5 (2.46)                              | 25.9 (1.02)                              | 13.1 (0.52)                              | 7.4 (0.29)                               | 8.5 (0.33)                               | 16.1 (0.63)                              | 65.1 (2.56)                              | 103.0 (4.06)                             | 175.9 (6.93)                             | 1٬031٫5 (40.61)                          |
| متوسط أيام هطول الأمطار (≥ 0.1 mm)         | 13.7                                     | 11.5                                     | 12.9                                     | 9.6                                      | 6.9                                      | 5.2                                      | 3.3                                      | 2.1                                      | 3.3                                      | 7.3                                      | 10.8                                     | 12.1                                     | 98.7                                     |
| متوسط الرطوبة النسبية (%)                  | 74.2                                     | 76.8                                     | 81.0                                     | 81.2                                     | 80.3                                     | 78.9                                     | 70.9                                     | 62.1                                     | 58.4                                     | 61.5                                     | 67.1                                     | 70.8                                     | 71.9                                     |
| ساعات سطوع الشمس الشهرية                   | 229.4                                    | 183.6                                    | 186.0                                    | 162.0                                    | 167.4                                    | 156.0                                    | 195.3                                    | 235.6                                    | 192.0                                    | 201.5                                    | 216.0                                    | 232.5                                    | 2٬357٫3                                  |
| نسبة وصول أشعة الشمس                       | 54                                       | 50                                       | 49                                       | 47                                       | 50                                       | 50                                       | 60                                       | 67                                       | 54                                       | 51                                       | 53                                       | 55                                       | 53                                       |
| المصدر #1: Servicio Meteorológico Nacional |                                          |                                          |                                          |                                          |                                          |                                          |                                          |                                          |                                          |                                          |                                          |                                          |                                          |
| المصدر #2: UNLP (sun and extremes)         |                                          |                                          |                                          |                                          |                                          |                                          |                                          |                                          |                                          |                                          |                                          |                                          |                                          |

## توأمة
لسان ميغيل دي توكومان اتفاقيات توأمة مع كل من:
- نيو أورلينز (1992 - )[10]
- إرفورت (8 مارس 1993 - )[11]
- نوف هجليل (1995 - )[11]
- تشيرنوفتسي
- فلوريديا
- سوكري (2012 - )[11]
- سانتا كروز دي لا سييرا (1997 - )[11]
- كونثبثيون (2013 - )[11]

## أعلام
- هومبيرتو فيولا
- أنطونيو دومينغو بوسي
- مرسيدس سوسا
- سزار بيلي
- روبيرتو بيريرا

## وصلات خارجية
- الموقع الإلكتروني